# Porte Rivotte
La porte Rivotte est un édifice militaire situé dans le secteur de Rivotte, près du centre historique de Besançon. Elle est l'une des deux dernières portes de ville de Besançon, avec la Porte taillée (la porte Noire n'étant pas une porte, mais un arc de triomphe), encore en élévation.

## Histoire

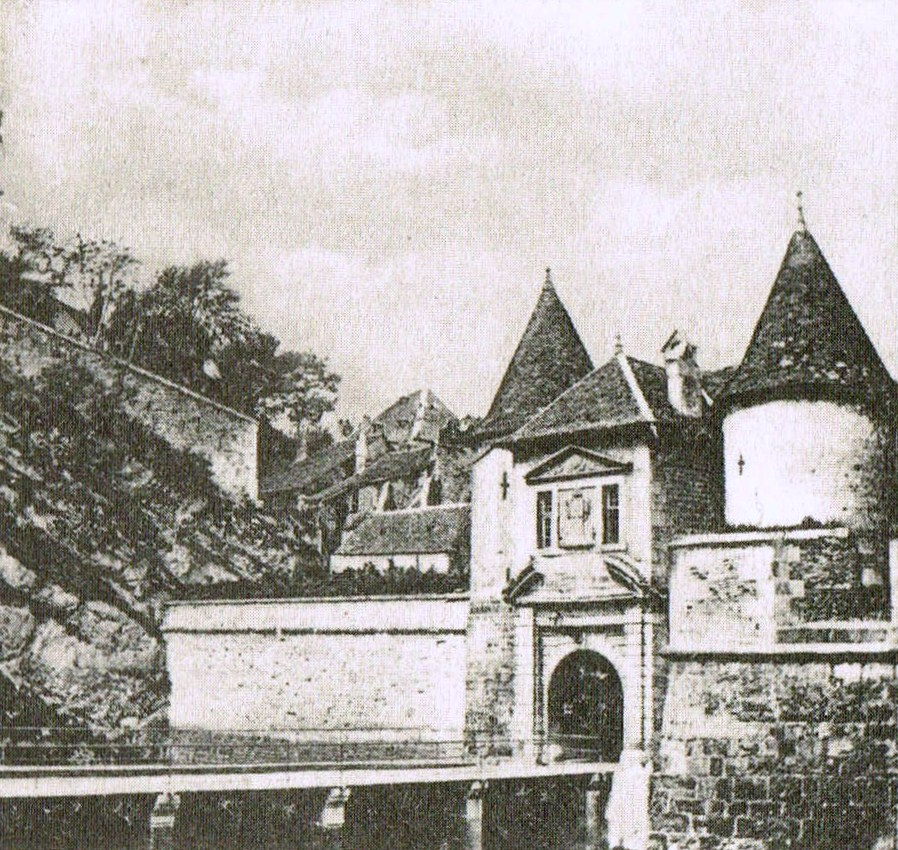
Porte Rivotte avant les modifications de 1893

La porte Rivotte est située dans le quartier de Rivotte, à proximité de l'hôtel Mareschal et de la tour de Rivotte. Elle a été construite au XVIe siècle sous l'empereur Charles Quint. De cette porte, il subsiste les deux tours latérales. L'avant-corps central fut modifié au XVIIe siècle sous Louis XIV, mais le soleil, emblème de ce roi, orne toujours le fronton de la porte. Par contre, le blason aux trois fleurs de lys (armoiries royales), ainsi que la couronne, furent martelés à la Révolution.
En 1893, la porte connut à nouveau des modifications importantes : les fossés furent comblés, les tours percées de deux passages pour les piétons, le pont-levis ainsi que la herse supprimés et l'avant-corps du côté de la ville détruit.
La porte Rivotte, tout comme la Porte taillée, fut classée en 1944 (Bastion et porte) comme faisant partie des anciens remparts de Vauban.